# 兩國勇治郎

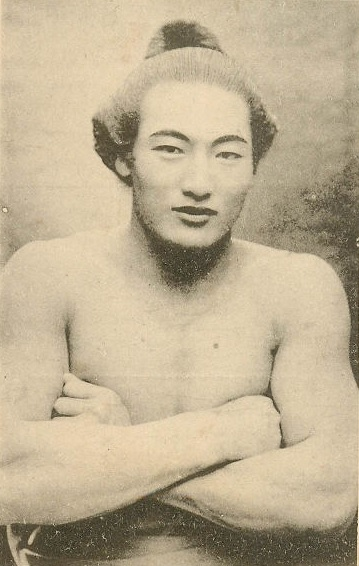

兩國勇治郎（1892年3月18日—1960年8月10日），原名伊藤勇治郎，日本秋田縣大仙市出身的前大相撲力士。身高173cm，體重90kg，所屬的相撲部屋是出羽海部屋(後轉往大阪的春日山部屋)。最高位置是東關脇。

## 生涯
兩國勇治郎生於大仙市，他在1909年6月初次比賽，他在1914年5月1到達幕內級別並得到第一次優勝(他也是第一位在初次入幕時就得到優勝的力士)。
獲勝後，他將他的四股名由兩國勇治郎改為兩國梶之助，他在1915年1月達到關脇級，但無法再晉級更高的位置，並且在其職業生涯的大部分時間裡也在前頭級別度過。他於1924年1月退休。退休後，他在出羽海部屋以武隈的名義作為年寄工作，並招募了武藏山武。然而，他後來離開了出羽海部屋，並建立了武隈部屋。
1960年8月10日去世，享年68歳。